# Porcellio pruinosus
Porcellio pruinosus là một loài chân đều trong họ Porcellionidae. Loài này được Arcangeli miêu tả khoa học năm 1935.